# Костін Олександр Васильович
Олекса́ндр Васи́льович Ко́стін (справжнє прізвище Костина) (*22 вересня (9 вересня) 1939, Самарканд — 9 листопада 2022 Київ) — радянський і український композитор, педагог, професор (1999), член НСКУ (1971). Заслужений діяч мистецтв УРСР (1990). Лауреат Шевченківської премії (1992). Народний артист України (1996). 

## Життєпис
Закінчив музичне училище в Ніжині. 1971 року здобув освіту у Київській консерваторії по класу композиції Андрія Штогаренка.
У 1973—1978 рр. — завідував музичною частиною театру російської драми.
У 1978—1981 рр. — завідувач редакції видавництва «Музична Україна», 1987—1997 — художній керівник Київського будинку органної та камерної музики, з 1997 — завідувач кафедри оперної режисури НМАУ.
Костін найбільш відомий завдяки своїм балетам — «Русалонька», «Демон», «Запрошення до страти», «Пушкін», що ставилися в Національному оперному театрі. Крім того, в творчому доробку Костіна 4 опери, симфонічні, камерно-інструментальні та камерно-вокальні твори.
Автор опер, музики до театральних вистав, фільмів: опери «Золоторогий олень» за поемою Д. Павличка (1982), «Добрі наміри» (1984), «Приз», «Сім мам Семена Синебородька» (1992) «Оргія» за драмою Лесі Українки (1993), «Сулейман і Роксолана» (1995); мюзикл «Графиня Софія Потоцька» (1994); балети «Запрошення до страти» за романом В. Набокова (1984), «Русалонька» (1988), «Демон» за поемою М. Лермонтова (1992); симфонічна поема «Іван Вишенський» за мотивами поеми І. Франка (1993), пісні.